# Maculinea retrojuncta
Maculinea retrojuncta är en fjärilsart som beskrevs av Courvoisier 1911. Maculinea retrojuncta ingår i släktet Maculinea och familjen juvelvingar. Inga underarter finns listade i Catalogue of Life.